# Vougy, Haute-Savoie
Vougy är en kommun i departementet Haute-Savoie i regionen Auvergne-Rhône-Alpes i sydöstra Frankrike. Kommunen ligger i kantonen Bonneville som tillhör arrondissementet Bonneville. År 2022 hade Vougy 1 622 invånare.

## Befolkningsutveckling
Antalet invånare i kommunen Vougy
| Referens: INSEE |